# Grevillea epicroca
Grevillea epicroca là một loài thực vật có hoa trong họ Quắn hoa. Loài này được Stajsic & Molyneux mô tả khoa học đầu tiên năm 2000.